# يوهان جاكوب أولريش
يوهان جاكوب أولريش هو رسام سويسري، ولد في 1798 في أندلفينغن في سويسرا، وتوفي في 17 مارس 1877 في زيورخ في سويسرا.